# Bornia papyracea
Bornia papyracea is een tweekleppigensoort uit de familie van de Kelliidae. De wetenschappelijke naam van de soort is voor het eerst geldig gepubliceerd in 1856 door Deshayes.